# Anthophora abrochia
Anthophora abrochia là một loài Hymenoptera trong họ Apidae. Loài này được Eardley & Brooks mô tả khoa học năm 1989.